# Accident chimique ferroviaire d'Aix-les-Bains
L'accident chimique ferroviaire d'Aix-les-Bains s'est produit le 16 mars 1992 à la suite du déraillement d'un train de marchandises composé notamment de wagons-citernes transportant des produits chimiques en gare d'Aix-les-Bains-le-Revard en France,.

## Historique
Un convoi de 28 wagons citerne, en provenance d'Ambérieu-en-Bugey (Ain) et à destination de Saint-Jean-de-Maurienne (Savoie), déraille en provoquant des dégâts sur environ 1,5 km vers deux heures du matin le 16 mars 1992 sur la ligne internationale Paris-Modane (Culoz-Modane), en entrée nord de la gare d'Aix-les-Bains-le-Revard. Sept wagons sortent des rails et se couchent, dont trois contenant des produits dangereux (ammoniac ou méthyléthylcétone entre autres),.
La chute de la caténaires arrachée provoque un violent incendie. Ce dernier est cependant rapidement maîtrisé la nuit durant. Des fuites sont par la suite localisées sur des wagons et des émanations de produits toxiques parfois caustiques sont relevées. Les autorités mettent en place un périmètre de protection (ordre de confinement) de 400 mètres autour de la gare (secteurs centre-ville (centre-ouest), Lepic et Italie-Jacot). Plusieurs centaines de personnes sont concernées.
Pendant environ quatre jours, l'activité en gare et sur ce tronçon de ligne est interrompue, provoquant des perturbations entre la France, l'Italie et la Suisse.